# Nederlandse kampioenschappen schaatsen afstanden 2009 - 3000 meter vrouwen
De Nederlandse kampioenschappen schaatsen afstanden 2009 - 3000 meter vrouwen worden gehouden op zaterdag 1 november 2008. Er zijn vijf plaatsen te verdelen voor de Wereldbeker schaatsen 2008/09. Paulien van Deutekom 2e op het WK en Renate Groenewold 2e in het World Cup klassement hebben een beschermde status voor hen volstaat een plaats bij de eerste acht voor deelname aan de wereldbeker. Titelverdedigster is Renate Groenewold die de titel pakte tijdens de Nederlandse kampioenschappen schaatsen afstanden 2008

## Statistieken

### Uitslag
| #      | Schaatser              | Tijd       |
| ------ | ---------------------- | ---------- |
| Goud   | Renate Groenewold      | 4.06,99    |
| Zilver | Paulien van Deutekom   | 4.08,49    |
| Brons  | Lisette van der Geest  | 4.09,49 PR |
| 4      | Gretha Smit            | 4.11,49    |
| 5      | Diane Valkenburg       | 4.13,69    |
| 6      | Jorien Voorhuis        | 4.14,04    |
| 7      | Elma de Vries          | 4.14,71    |
| 8      | Marrit Leenstra        | 4.15,68    |
| 9      | Marja Vis              | 4.17,33    |
| 10     | Annouk van der Weijden | 4.17,40 PR |
| 11     | Wieteke Cramer         | 4.17,76    |
| 12     | Helen van Goozen       | 4.17,84    |
| 13     | Janneke Ensing         | 4.18,56    |
| 14     | Moniek Kleinsman       | 4.18,73    |
| 15     | Linda Bouwens          | 4.20,59    |
| 16     | Yvonne Nauta           | 4.21,30 PR |
| 17     | Tessa van Dijk         | 4.21,54    |
| 18     | Maria Sterk            | 4.21,76    |
| 19     | Daniëlle Bekkering     | 4.33,70    |
| -      | Ireen Wüst             | DQ         |

### Loting
| Rit | Binnenbaan             | Buitenbaan           |
| --- | ---------------------- | -------------------- |
| 1   | Janneke Ensing         | Daniëlle Bekkering   |
| 2   | Yvonne Nauta           | Tessa van Dijk       |
| 3   | Moniek Kleinsman       | Linda Bouwens        |
| 4   | Jorien Voorhuis        | Maria Sterk          |
| 5   | Marja Vis              | Helen van Goozen     |
| 6   | Annouk van der Weijden | Wieteke Cramer       |
| 7   | Elma de Vries          | Gretha Smit          |
| 8   | Lisette van der Geest  | Paulien van Deutekom |
| 9   | Renate Groenewold      | Diane Valkenburg     |
| 10  | Ireen Wüst             | Marrit Leenstra      |

- Volledige Loting (pdf-formaat)[dode link]

1987 · 
1988 · 
1989 · 
1990 · 
1991 · 
1992 · 
1993 · 
1994 · 
1995 · 
1996 · 
1997 · 
1998 · 
1999 · 
2000 · 
2001 · 
2002 · 
2003 · 
2004 · 
2005 · 
2006 · 
2007 · 
2008 · 
2009 · 
2010 · 
2011 · 
2012 · 
2013 · 
2014 · 
2015 · 
2016 · 
2017 · 
2018 · 
2019 · 
2020 · 
2021 · 
2022 · 
2023 · 
2024 · 
2025